# Баймагамбетов, Балабий
Балабий Баймагамбетов (1890, Степное генерал-губернаторство, Российская империя — 1970, Карагандинская область, Казахская ССР) — старший чабан колхоза «Орнек» Джезказганского района Карагандинской области, Казахская ССР. Герой Социалистического Труда (1949).

## Биография
Родился в 1890 году в крестьянской семье в одном из сельских населённых пунктов современного Улытауского района.
С раннего возраста батрачил. С 1929 года трудился разнорабочим на Карсакпайском медеплавильном заводе. С 1937 года — чабан в колхозе «Орнек», в послевоенное время — старший чабан в этом же колхозе.
В 1948 году вырастил в среднем по 120 ягнят от каждой сотни овцематок от 400 грубошёрстных маток на начало года. Средний вес ягнёнка к отбивке составлял 45 килограммов. Указом Президиума Верховного Совета СССР от 12 июля 1949 года удостоен звания Героя Социалистического Труда за «получение высокой продуктивности животноводства в 1948 году» с вручением ордена Ленина и золотой медали «Серп и Молот» (№ 4158).
После реорганизации колхоза «Орнек» Джезказганского района в совхоз «Карсакпайский» трудился в нём чабаном до выхода на пенсию в 1962 году.
Проживал в Карагандинской области. Умер в 1970 году.